# قرنفيل
قرنفيل هي إحدى قرى مركز القناطر الخيرية التابع لمحافظة القليوبية بجمهورية مصر العربية.

## التاريخ
ذكرها الجبرتي في كتابه عجائب الآثار في التراجم والأخبار في سرده لتاريخ هروب محمد بك الألفي الي عرب الحويطات بناحية قرنفيل.

## السكان
بلغ عدد سكان قرنفيل 13,704 نسمة، حسب الإحصاء الرسمي لعام 2006.